# Les Rallizes Dénudés
Les Rallizes Dénudés (裸のラリーズ, Hadaka no Rallizes ) - японський експериментальний рок-гурт, що діяв з 1967 по 1996 рік. Вважається одним з найвпливовіших психоделічних і нойз-рокових гуртів Японії, який передбачив музичні експерименти таких виконавців, як Fushitsusha і High Rise  . Крім своєї музичної діяльності, гурт відомий своїми радикально лівими поглядами та принциповою контркультурною позицією, що виражалася, зокрема, у мінімізації контактів з пресою та відмовою офіційно випускати власні записи  .

## Історія гурту
Гурт був заснований в 1967 році дев'ятнадцятирічним студентом університету Досіся Такасі Мідзутані, який вивчав соціологію та французьку літературу  . Спочатку це був фолк-квартет, що складався з Мідзутані як гітарист, басист Моріякі Вакабаясі, барабанщик Такасі Като і ритм-гітарист Такесі Накамура. Натхнення молоді музиканти черпали у творчості The Velvet Underground та незалежного японського рок-гурту The Jacks, а також у роботах сучасних французьких філософів  . На початку 1968 року Мідзутані та Вакабаясі познайомилися з Йоко Накамурою та Тацуо Комацу, засновниками експериментального театрального угруповання «Гендай Гекідзе» (Gendai Gekijo). У травні того ж року за допомогою Тацуо був зроблений перший демозапис гурту, що включала пісні «La mal rouge», «Otherwise My Conviction» і «Les bulles de savon». У цей же період з'являється нібито " французька " назва Les Rallizes Dénudés, імовірно - від улюбленого учасниками "Гендай Гекідзе" виразу "порожня валіза" (valise denudé), що означала "нікчемна людина"  .
Хоча демозапис вважався музикантами невдалим, вони продовжують співпрацювати з «Гендай Гекідзе» та вдосконалювати своє звучання. Під впливом The Velvet Underground (особливо їх свіжого другого альбому White Light / White Heat ) і Blue Cheer музика Les Rallizes Dénudés стає більш «важкою» і експериментальною   . Натхненні перформансами The Velvet Underground у рамках проекту Exploding Plastic Inevitable, Les Rallizes Dénudés та «Гендай Гекідзе» починають давати спільні мультимедіа- шоу з активним використанням світлових ефектів. У цей час у Мідзутані остаточно оформляється нова концепція звучання - він дає їй визначення "тотальна сенсорна атака"  . Музиканти грають максимально голосно, експериментуючи з фідбеком та примітивними звуковими ефектами; структурно композиції наближаються до стандартів німецького краут-року і ґрунтуються на простих послідовностях, що повторюються, навколо яких будується імпровізація  .
У 1969 Les Rallizes Dénudés дають успішний виступ на університетському музичному фестивалі і привертають до себе увагу культурних діячів Кіото  . Усередині гурту, однак, у цей час наростає напруга, пов'язана з небажанням Мідзутані записуватися в студії. Зрештою, у складі Les Rallizes Dénudés відбуваються зміни: зокрема, з групи йде басист Моріякі Вакабаясі, змінюється система співпраці з «Гендай Гекідзе». На початку 1970 року воно припиняється зовсім  .
У березні 1970 року Моріякі Вакабаясі взяв участь у спробі захоплення літака, здійсненого учасниками Червоноармійської фракції Японської Комуністичної Ліги (попередниці Червоної армії Японії )   . Хоча на той момент він уже не був учасником Les Rallizes Dénudés, гурт опинився під прицілом спецслужб; відкриті комуністичні симпатії Мідзутані та його публічні радикалістські заяви лише посилювали справу. Один учасник залишає гурт за іншим, охоплений занепокоєнням Мідзутані, знаходить укриття в будинку друга і протягом усього року практично не з'являється на публіці  . З цього часу Les Rallizes Dénudés остаточно йдуть в андеграунд . Про деталі їхньої біографії з цього моменту відомо не дуже багато: вони періодично дають концерти, але здебільшого ухиляються від співпраці з пресою і відмовляються розкривати про себе якусь зайву інформацію. Спочатку запобіжний захід, згодом ця практика перетворюється на свідому артистичну позицію.
Після того, як частина учасників покинула Les Rallizes Dénudés через страх перед загрозою арешту, склад колективу змінюється: зокрема, на якийсь час до нього приєднуються учасники дружнього андеграундного гурту Murahachibu   . У 1973 Les Rallizes Dénudés беруть участь у записі збірки Oz Days Live, що ознаменував закриття токійського андеграундного клубу Oz  . У 1970-х обговорювалася можливість випуску альбому у Великій Британії через Virgin Records ; в цей момент Les Rallizes Dénudés підійшли до видання «офіційного» альбому ближче, ніж будь-коли, були навіть підготовлені записи, але ця витівка не була реалізована. Склад гурту протягом усіх цих років кілька разів змінювався. Тим часом, у міру розвитку японської незалежної та експериментальної сцени, культ Les Rallizes Dénudés стає дедалі сильнішим. У зв'язку з цим, до початку 1990-х група стає дещо відкритішою по відношенню до публіки. У 1991 році обмеженим тиражем виходять авторизовані видання трьох альбомів. У 1992 році режисер Етан Музіке знімає про групу фільм, музиканти дають йому обмежений дозвіл на зйомку  . У 1996 році журнал etcetera присвячує Les Rallizes Dénudés цілий випуск, до видання додається семидюймова платівка, записана в 1993  .
Останній публічний виступ Les Rallizes Dénudés відбувся того ж таки 1996 року . Про те, що відбувається з Мідзутані та іншими учасниками групи після розпаду, відомостей дуже мало. Якийсь час Мідзутані живе у Франції , в 1997 він записує спільний концертний альбом з джазовим музикантом Артуром Дойлом (випущений в 2003)  . Починаючи з 2004 року записи Les Rallizes Dénudés (у тому числі й дуже рідкісні) перевидає фірма Univive, за якою, як передбачається, стоїть хтось із колишніх учасників гурту  .

## Обрана дискографія
За всі роки свого існування Les Rallizes Dénudés не випустили жодного офіційного альбому: практично всі існуючі релізи складаються з архівних неофіційних записів (переважно концертних) та невипущених демоплівок. Ряд записів, однак, у середовищі шанувальників вважається «канонічним», а деякі релізи (зокрема, що вийшли 1991 року на Rivista), як передбачається, є авторизованими. До найбільш популярних і визнаних записів Les Rallizes Dénudés входять, зокрема, такі альбоми, як:
- Oz Days Live (2xLP, Oz, 1973)
- 67-69 Studio et Live (CD, Rivista, 1991)
- Mizutani/Les Rallizes Dénudés (CD, Rivista, 1991)
- 77 Live (2xCD, Rivista, 1991). Інші версії: Fucked Up And Naked (неофіційний реліз, 2002), Le 12 Mars 1977 À Tachikawa (неофіційний реліз, 2003)
- Blind Baby Has Its Mother's Eyes (СD, Phoenix, 2010)
- Mars Studio 1980 (3xCDr, Univive)
- Double Heads (6xCDr, Univive)
- Cable Hogue Soundtrack (2xCDr, Univive)
- Heavier Than a Death in the Family (CD, Phoenix)
- Flightless Bird (CD, 10th Avenue Freeze Out, 2006)